# Leon Indenbaum

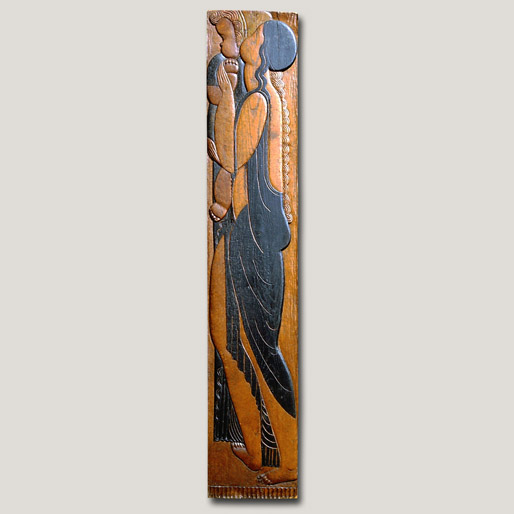
Kobieta z dzieckiem

Leon Indenbaum, ros. Леон Инденбаум (ur. 10 grudnia 1890 w Czausach, zm. 29 września 1981 w Opio) – francuski rzeźbiarz pochodzenia żydowskiego.

## Życiorys
Jego ojciec był koronkarzem, zmarł gdy Leon był mały. Matka została sama z pięciorgiem dzieci, ze względów finansowych oddała je pod opiekę członkom rodziny. Do trzynastego roku życia Leon uczył się w żydowskiej szkole dla chłopców, na następnie kontynuował naukę w szkole rzemieślniczej, gdzie uczył się obróbki drewna. Dyrektor szkoły zauważył, że przejawia talent i wystarał się o stypendium, dzięki któremu znalazł się w Szkole Sztuk Pięknych w Odessie. Tam nauczył się rzeźby w drewnie i obróbki gliny, dzięki protekcji znajomego lekarza wyjechał do Wilna, gdzie uczył się w szkole sztuki użytkowej na Antokole. Jak większość młodych artystów marzył o wyjeździe do Paryża, udało mu się to marzenie zrealizować i 22 marca 1911 przyjechał do stolicy Francji. Zamieszkał w La Ruche, gdzie poznał i zaprzyjaźnił się z Markiem Chagallem, Chaimem Soutine, Pinchusem Kremegne, Michelem Kikoine, Henrykiem Epsteinem, Ossipem Zadkine, a w późniejszym czasie z Amedeo Modiglianim. Kontynuował naukę w pracowni Antoine'a Bourdelle'a, który mówił o Indenbaumie mój młody źrebak. Debiutował rok po przyjeździe w Salonie Niezależnych, w tym okresie zacieśnił przyjaźń z Modiglianim, razem wynajmowali mieszkanie i dzielili pracownię. W 1913 poznał Jacques'a Douceta, który był projektantem i kolekcjonerem sztuki. Na jego zlecenie tworzył panele dekoracyjne, w tym okresie poznał bankierów Georges'a i Marcela Bernardów, którzy chcieli aby realizował ich zlecenia. Przekonany, że tylko czysta sztuka ma sens początkowo odmówił, jednak sytuacja finansowa sprawiła, że zmienił zdanie. W 1919 ukończył naukę, sześć lat później w Salonie Niezależnych wystawił wykute w kamieniu popiersie kobiety, które zostało wysoko ocenione przez krytyków sztuki i zwróciło ich uwagę na twórczość Indenbauma. W 1929 wielki kryzys światowy sprawił, że jego kontakty z braćmi Bernard i Jacques'em Doucetem uległy zakończeniu. Obojętny na popularność i sławę tworzył w zaciszu swojej pracowni, aż do 1939 gdy wybuchła II wojna światowa w czasie której większość jego prac uległa rozproszeniu lub zniszczeniu. Lata wojny przeżył w ukryciu, a po jej zakończeniu tworzył unikając rozgłosu. Uczestniczył w zorganizowanej w 1963 wystawie Gropue des 9, gdzie poza jego pracami wystawiali Jean Carton, Raymond Corbin, Paul Cornet, Marcel Damboise, Léopold Cretz, Gunnar Nilsson, Jean Ossouf, Raymond Martin. W tym samym roku jego prace pokazano również w Menecy, gdzie miała * [miejsce wystawa pt. Rendez-vous des Travailleurs et des Arts. Rok później wystawiał w Galerie Vendôme, podczas wystawy Vingt-deux sculpteurs témoignent de l'homme. W 1966 Juliette Darla zorganizowała ekspozycję XX wieku w Salonie Saint Denis, gdzie zauważono małe rzeźby Leona Indenbauma, a ich twórcę określono jako nazbyt skromnego i wycofanego. Krytycy uznali, że ich wyjątkowość sprawia, że zasługują na rozgłos. W 1967 artysta uczestniczył w pierwszej wystawie rzeźby Château de St Ouen, a rok później otrzymał od Institut de France nagrodę Wildenstein Award. Schyłek życia spędził u córki w Opio, gdzie zmarł w 1981.
W swojej sztuce używał kamienia, terakoty, gipsu, a także wykonywał odlewy w brązie.